# Eisenbahnunfall von Wayland
Bei dem Eisenbahnunfall von Wayland stießen am 30. August 1943 in Wayland, New York, USA, ein Fernzug und ein Güterzug zusammen. 27 Menschen starben.

## Ausgangslage
Der Unfall ereignete sich auf einer Strecke der Delaware, Lackawanna and Western Railroad (DL&W). Der Fernzug Lackawanna Limited war an diesem Nachmittag von New York City über Buffalo nach Chicago unterwegs. In Wayland wartete ein von einer Dampflokomotive gezogener Güterzug seit einer Stunde auf seine Weiterfahrt in Richtung New York. Es bestand bei der DL&W die Vorschrift, dass jede Bewegung des Güterzuges 10 Minuten vor oder nach der planmäßigen Ankunftszeit eines Schnellzugs nur mit schriftlich erteiltem Auftrag durchgeführt werden durfte.

## Unfallhergang
Der Lokomotivführer des Güterzuges wurde mündlich gebeten, seinen Zug ein Stück in Richtung Ausfahrweiche des Bahnhofs vorzuziehen. Er missverstand den Auftrag und hielt ihn für den schon lange erwarteten Abfahrauftrag. Er überfuhr die Ausfahrweiche und begab sich mit seinem Zug auf die Strecke. Das löste eine Warnmeldung aus, die auch dem Lokomotivführer des Lackawanna Limited übermittelt wurde, der mit knapp 130 km/h unterwegs war. Er löste sofort eine Notbremsung aus, die den Zug aber vor dem Kollisionspunkt nicht mehr anhalten konnte. Er fuhr immer noch etwa 80 km/h, als es zum Frontalzusammenstoß kam. Mehrere Personenwagen wurden zerstört.

## Folgen
27 Menschen starben, 114 wurden darüber hinaus verletzt. Ein Teil der Unfallopfer erlitt Verbrühungen durch aus der beschädigten Lokomotive des Güterzugs austretenden Dampf und Wasser.